# Bermicourt
Bermicourt é uma comuna francesa na região administrativa de Altos da França, no departamento de Pas-de-Calais. Estende-se por uma área de 5,53 km². Em 2010 a comuna tinha 170 habitantes (densidade: 30,7 hab./km²).